# Nassim Oussalah
Nassim Oussalah (sinh ngày 8 tháng 10 năm 1981 ở Béjaïa) là một cầu thủ bóng đá người Algérie. Anh hiện tại thi đấu cho CA Batna ở Giải bóng đá hạng nhất quốc gia Algérie. Lưu trữ ngày 26 tháng 9 năm 2007 tại Wayback Machine

## Danh hiệu
- Vô địch Algerian League 2 lần cùng với JS Kabylie năm 2006 và 2008
- Vô địch Cúp bóng đá Algérie 1 lần cùng với JS Kabylie ở 2011